# Pusztazámor
Pusztazámor község a budapesti agglomerációban, Pest vármegyében, az Érdi járásban; annak legkisebb lélekszámú települése. Budapesttől 28 kilométerre található délnyugati irányban.

## Fekvése
Pusztazámor a Mezőföld északi részén, a Pusztazámor-sóskúti pannon rögvidék 150–215 méterrel a tengerszint felett fekvő, kavicstakaróval borított dombvidékén található, a Zámori-patak völgye felett, Budapesttől délre, az Etyeki-dombság lankái és az Érd-sóskúti-fennsík között, a Zámorhegy lábánál, a Zámori-patak két oldalán. Főként szántóföldjei, gyümölcsösei és szőlőterületei vannak.

### Megközelítése
Központjába a 8104-es útból Sóskút központjában kiágazó 81 107-es út vezet.
Budapest Kelenföld vasútállomásról óránként induló autóbuszjárattal is elérhető.

## Története
A lösszel borított terület első lakói a falu északkeleti részén kb. 3000 évvel ezelőtt telepedtek meg. Legkorábbi leletei a bronzkori urnasíros kultúra idejébe vezetnek. A régészeti leletek között agyagedények, tálak, réz- és bronzeszközök, majd vasfegyverek tűnnek fel. Római hadiút húzódott a falutól délre, amit a múlt században feltárt két gazdag római sír is bizonyít, melyeket a Nemzeti Múzeumban őriznek.
A régészek honfoglalás előtti, VII–IX. századi települések nyomaira bukkantak, és 1999–2000-ben, az ásatások során, 1234 avarkori sírt tártak fel. Dr. Maróti Éva ásatásvezető régész leírása szerint „a sírok egy részét ugyan kirabolták, de a férfi, női és gyermeksírokban így is gazdag leletanyag volt: előkerültek viseleti tárgyak (csatok, ruha- és hajfonatdíszek, övveretek, szíjvégek), munkaeszközök (kések, orsógombok, fenőkövek, tűtartók) és ékszerek (gyöngyök, bronzból készült fülbevalók, gyűrűk és karperecek). Érdekes, hogy fegyvert alig találtunk, csak néhány nagyobb kést, tőrt vas nyílhegyet és íjak csontmerevítőit. A halottak mellé a hosszú túlvilági útra ételeket adtak – ezt jelzik a sírban lévő edények és állatcsontok.”
Az avarkorban az elhunyt fegyveres férfival sokszor eltemették a lovát is; Pusztazámoron egy esetben kerültek elő csikó csontjai sírból. Három sírban viszont a gazda mellé temették hűséges kutyáját is.
Általában egyesével temetkeztek, a vázak nyújtott testhelyzetben, háton feküdtek, a sírok iránya északnyugat–délkelet volt. Néhány esetben az elhunytat oldalt fekve, felhúzott lábakkal temették el – ennek babonás okai lehettek. A sírok egy kis részében több váz volt: előfordult házaspár közös sírja, temettek el anyát gyermekével és házaspárt több kisgyermekével együtt is, de volt eset, amikor három kisgyermeket temettek el egyszerre.
A volt Barcza-tanya helyén létrejött Kommunális Hulladéklerakó építése során került elő ez a nagy tudományos jelentőségű lelőhely, melynek feltárását a Fővárosi Közterület-fenntartó Rt. anyagi támogatása tette lehetővé. A leletanyag a Pest Megyei Múzeumok Igazgatóságához került, a Ferenczy Múzeumba, Szentendrére.
A Zámori-patak völgye már az Árpád-kor kezdetétől magyarlakta terület volt. Királyi birtok, mely gyakran szerepel királyi adományként. A Zamor név valószínűleg személynévből keletkezett. A XI–XV. század sok oklevelében megjelenő Zumur (Zamor, Zamur) nemesi család „Árpád fejedelem egyik mondai őse” (Szentpéteri Imre az árpád-kori gestáról). A település lakói még templomot is emeltek: a ma is álló remeteség északi Árpád-kori falmaradványa egy 4,6×6,7 m-es kápolnát feltételez. A Puszta-előtag a török hódoltság alatti elnéptelenedéssel, elpusztásodással kapcsolatos.
Zámor település első írott említése 1046-ból származik. A legenda szerint itt fogta el és vakíttatta meg a Szent István trónját követő I. (Orseolo) Péter királyt Vazul fia, András herceg követe. A XIV. századi Képes Krónikában Kálti Márk Zamur falváról ír, amikor Péter elfogatását és halálra kínzását meséli el. A Zumur név ekkor már a birtokos családot jelöli, akinek tulajdonában állt a mai települések közül: Szomor, Zámoly, Pusztazámor. Vajon a krónikás melyikre gondolt?
Zámor középkori történelméről adománylevelekből, birtokperek dokumentumaiból értesülhetünk. 1279-től nyomon követhető a falu birtoklása az ősi Zumur családtól Korláth Mihályig, aki 1556-ban Huszt várának megvédéséért királyi adományként kapta.
A török hódítás alatt lett Zámor „puszta”, mivel a község szinte elnéptelenedett. A faluban csak egy-két család maradt hírmondónak.
A XVIII. században két Korláth-testvér: István és Farkas a zámori birtok tulajdonosa. 1755-ben a Mentlerek házassággal kerültek a Korláth családba, majd később a Barcza család hasonló módon birtokolta a falut az 1945. évi földosztásig.
Pusztazámor népességéről az első utalás 1746-ból származik, miszerint akkor mindössze 25 lakója volt a falunak, viszont az oklevél említést tesz a lakatlan birtok „pusztatemplomáról”. A nemes Mentler család örökösei Pozsony vármegyei, csallóközi, Trencsén vármegyei birtokosok voltak és így az 1700-as években főleg lakóhelyükről telepítettek zselléreket Zámorra. A falu lakossága folyamatosan nőtt magyar, szlovák és német betelepülőkkel. Ezek az áttelepülő zsellérek itt házhelyi telket kaptak, agyagot, homokot az építkezéshez, ezenkívül a szőlőtelepítéshez területet és jogot. A mai zámori családok ősei is ebben az időben kerültek ide (pl. Futó, Szabó, Farkas, Szente, Ágoston, Szilágyi, Földi, Konrád, Hoffer, Knupfer, Bedő, Rehus, Holinszki, Petró, Hornyák, Proháczik, Csóli, Lizicska, Kuzsel, Kurek, Bielik, Fuzik, Pátrovics).
A több évtizedes betelepítés eredményeként a lakosság a múlt századra elérte a 400–500 főt és ezt tartotta sokáig, majd az utóbbi száz évben további növekedéssel mára már elérte a 800–950 főt.
1758-ban Mentler Mihály nagyszombati főbíró a XIII. századból fennmaradt román kori templomrom maradványainak felhasználásával megépíttette a zámorhegyi remetekápolnát Lenthy István, azaz „Jeromos atya” ferencesrendi szerzetes számára, aki 22 évig élt Nagyszombat mellett remeteségben s akinek megengedték, hogy Zámor hegyén letelepedjék és a környék falvaiban kolduljon. A második remete fráter Philippus Munkhuber ágostonrendi szerzetes. A hagyomány szerint a II. József-féle szekularizáció után a pálosrendi „Laci páter” húzódott meg itt. 1818-tól üresek a cellák. 1888-tól 1945-ig plébániatemplomként szolgált, melyet a község Knupfer András földbirtokosnak köszönhet, aki Érd határában lévő 120 kh földjét és néhány ezer forintot a felállítandó római katolikus plébánia alapítására hagyományozta. Titulusa: Urunk színeváltozása. Altemplomában sírok vannak; többek között Mentler Károly és János sírládája.
A Korláth-Mentler család egy egyszerű építésű kúriában lakott a Zámori pataktól délre (ma a Sinka Plast műanyagüzem). Mentler Mihály rendkívül jó ízlését és természetszeretetét példázza egy szép kert kialakítása, mely áthúzódott a patak másik oldalára is.
A Mentler család leányági örököse Barcza Károly tovább folytatta a faluépítő tevékenységet. A XIX. század második felében új kastélyt építtetett klasszicista stílusban; a két kastély közti patakvölgy kertjét pedig arborétummá fejlesztette.
Pusztazámoron az első iskola az 1870-es években létesült, Móri–Kőnig Károly áldozatos munkálkodásának és támogatásának köszönhetően. Az 1900-as évek során a község hol önálló volt, hol Sóskúthoz vagy Gyúróhoz csatolták közigazgatási egységként.
Az első világháborúba bevonult katonák száma 120, a hősi halottaké 18. Az elesett hősök emlékét vitéz Barcza Imre földbirtokos által felállított síremlékkel örökítették meg. A II. világháborúban elesett zámoriak emlékművét a falu lakói, hadiözvegyei közadakozásból emelték.
A második világháború alatt a térséget elözönlő szovjet katonák szétbontották és eltüzelték a templom tetőgerendáit, az épület rohamos pusztulásnak indult.
A háború alatt Tolbuchin marsall főhadiszállása volt a Koroda-ház, melyben ma a Polgármesteri Hivatal működik. Innen irányították a Budapestet ostromló csapatokat. A kúriának szép parkja volt őshonos fákkal. A házban egy védett Rákóczi-fej is volt bronzöntvényből, fakeretben, amely a székesfehérvári múzeumban található. A falu lakóit, köztük a Barcza család két tagját: Barcza Imrét és Széchenyi Pált, sőt még a falu papját, Nagy Ipolyt is elhurcolták a szovjet katonák „málenkij robotra”. Barcza Károly, volt máltai követ lengyel származású feleségét, Litka grófnőt küldte el utánuk, aki Vértesacsáról vissza tudta hozni őket sértetlenül. Kevés településnek adatott meg az, hogy a fronton elesett férfiakon kívül nem kellett elsiratnia senkit sem. Örök hála ennek az erős akaratú asszonynak!
A háború után a falu elcsendesült. A hatalomra került új vezetés nem szánt nagy jövőt a gazdasági és kulturális gyökereitől megfosztott Pusztazámornak. Szerep nélküli községként Sóskúthoz csatolták és 1951-ben Fejér megyétől Pest megyéhez került. A zámorhegyi remeteség rommá vált, a községháza bezárt, a kultúrház megroggyant, a kastély először szükséglakásoknak, később 1953-ban templomnak adott otthont, majd az 1960-as évek elején iskolaként szolgált és a falu lakóinak segítségével harcolt az enyészettel szemben.
1969-ben Sóskúttal közös Tanács alakult, mely a tanácstörvény módosítása után 1985-től külön háromtagú zámori elöljáróság közbeiktatásával irányította a község ügyes-bajos dolgait.
1977–78-ban a faluban megvalósult a vezetékes ivóvízellátás.
A rendszerváltás után a település fejlődésnek indult, a mellékutak is aszfalt burkolatot kaptak, valamint a 2000-es évek elején új iskolaépület létesült a faluban.

## Közélete

### Polgármesterei
- 1990–1994: Csigi Pál (független)[6]
- 1994–1998: Pátrovics Benedek (független)[7]
- 1998–2002: Pátrovics Benedek (független)[8]
- 2002–2006: Pátrovics Benedek (független)[9]
- 2006–2010: Pátrovics Benedek (független)[10]
- 2010–2014: Pátrovics Benedek István (független)[11]
- 2014–2019: Pátrovics Benedek István (független)[12]
- 2019–2024: Pátrovics Benedek István (független)[13]
- 2024– : Pátrovics Benedek István (független)[1]

## Népesség
A település népességének változása:
| Lakosok száma | 1156 | 1145 | 1190 | 1269 | 1267 | 1265 | 1243 |
|               | 2013 | 2014 | 2018 | 2021 | 2022 | 2023 | 2024 |

A 2011-es népszámlálás során a lakosok 76,5%-a magyarnak, 0,2% cigánynak, 0,7% németnek, 0,3% románnak, 0,3% szlováknak, 0,2% ukránnak mondta magát (23,4% nem nyilatkozott; a kettős identitások miatt a végösszeg nagyobb lehet 100%-nál). A vallási megoszlás a következő volt: római katolikus 31,8%, református 4,5%, evangélikus 0,8%, görögkatolikus 0,7%, izraelita 0,4%, felekezeten kívüli 18,1% (42% nem nyilatkozott).
2022-ben a lakosság 86,3%-a vallotta magát magyarnak, 1,2% németnek, 0,5% cigánynak, 0,2% szlováknak, 0,2% szlovénnek, 0,1-0,1% románnak, görögnek, ukránnak, örménynek és horvátnak, 3,4% egyéb, nem hazai nemzetiségűnek (13,6% nem nyilatkozott; a kettős identitások miatt a végösszeg nagyobb lehet 100%-nál). Vallásuk szerint 28,3% volt római katolikus, 5,1% református, 0,7% evangélikus, 0,3% görög katolikus, 0,3% izraelita, 0,1% ortodox, 0,9% egyéb keresztény, 1,2% egyéb katolikus, 15,5% felekezeten kívüli (47,4% nem válaszolt).

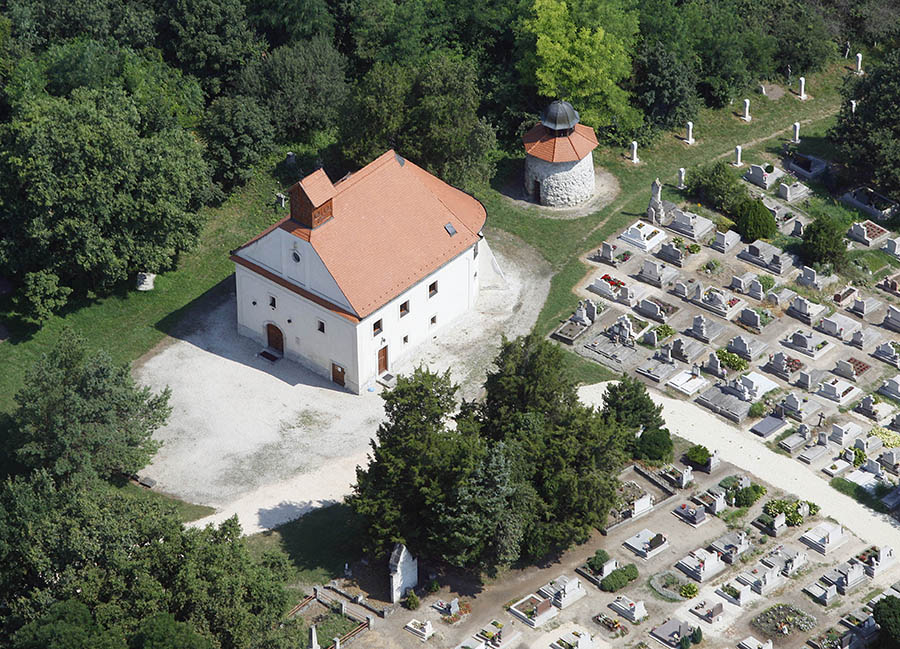
Zámorhegyi remeteség légi fotója

## Nevezetességei
- A XVIII. században épült zámorhegyi remeteség[16]
- Barcza-kastély
- Szent Imre harangláb
- I. és II. világháborús emlékművek

## Érdekességek
- A Zsabokrszky család nevét Zámor Ferenc az 1900-as évek elején a település neve után magyarosította.[17]
- Pusztazámor és az itt létesített hulladék-feldolgozó üzem az egyik fő színhelye Kőhalmi Zoltán magyar humorista 2021-ben kiadott, Az utolsó 450 év című komikus-futurisztikus regényének, mely a Föld elképzelt utolsó 450 éves történetéről szól, azon belül is középpontba állítva a kommunális hulladék feldolgozásának  egyre súlyosbodó problémáit.